# Steinbock (Sternbild)
Der Steinbock (lateinisch Capricornus, astronomisches Zeichen ♑︎) ist ein Sternbild der Ekliptik.

## Beschreibung

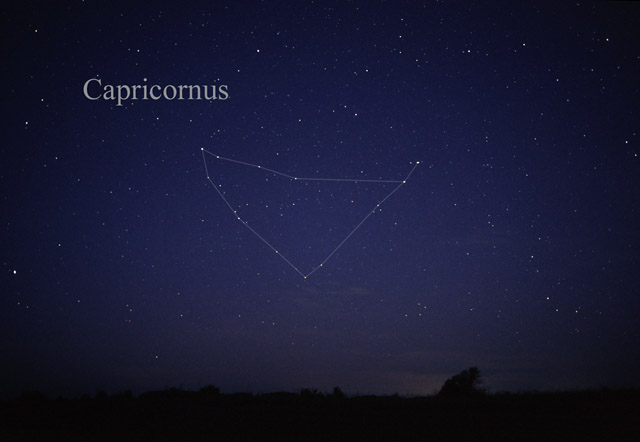
Das Sternbild Steinbock, wie es mit dem bloßen Auge gesehen werden kann

Der Steinbock (auch Ziegenfisch, deshalb oft mit Fischschwanz (siehe Bild) dargestellt) ist ein unscheinbares Sternbild zwischen dem Wassermann und dem Schützen. Nur zwei seiner Sterne erreichen die 3. Größenklasse. Der hellste Stern im Sternbild heißt Deneb Algedi.

## Geschichte
Der Steinbock gehört zu den 48 Sternbildern der antiken griechischen Astronomie, die bereits von Ptolemäus beschrieben wurden.
Das Sternbild gehört zu den Tierkreiszeichen, da die Ekliptik hindurch läuft. Die Sonne hält sich vom 20. Januar bis zum 16. Februar eines jeden Jahres im Steinbock auf.
Im Altertum durchschritt die Sonne den tiefsten Punkt ihrer Bahn im Steinbock und markierte die Wintersonnenwende. Die geographische Breite von 23° 26' Süd wird heute noch Wendekreis des Steinbocks genannt, da auf diesem Breitengrad die Sonne zur Wintersonnenwende im Zenit steht. Tatsächlich hat sich der tiefste Punkt der Sonnenbahn aufgrund der Präzessionsbewegung der Erdachse in das Sternbild Schütze verschoben.
Am 23. September 1846 entdeckte Johann Gottfried Galle den achten Planeten Neptun nahe dem Stern δ Capricorni (Deneb Algedi) im Steinbock.

## Mythologie

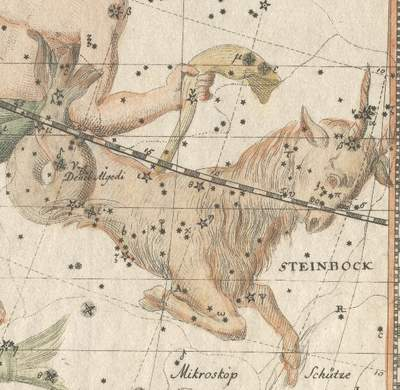
Stich des Sternbildes Steinbock

Der Steinbock ist wahrscheinlich eines der ältesten Sternbilder. Die Babylonier bezeichneten es als „Ziegenfisch“. Eine profane Erklärung dafür lautet, dass die Anwohner des Roten Meeres und des Arabischen Meeres mit dem Sternbild die Zeit bezeichneten, in der Schwärme des Ziegenfisches (Parupeneus forsskali) zu fangen waren.
Erst zur Römerzeit wurde das Sternbild in Steinbock umbenannt. Trotzdem wird es auch heute noch als ein Wesen mit dem Oberkörper einer Ziege und dem Unterleib eines Fisches dargestellt.
Der griechischen Mythologie nach sprang der bockbeinige Gott Pan auf der Flucht vor dem Untier Typhon, das Jagd auf die Götter machte, ins Meer. Pan wollte die Gestalt eines Fisches annehmen, was ihm jedoch nur halb gelang. Daraufhin attackierte Typhon den Gott Zeus und riss ihm die Sehnen an Armen und Beinen heraus. Pan und Hermes setzten Zeus’ Sehnen wieder ein. Der wiederhergestellte Zeus überwältigte Typhon und versetzte Pan in seiner Gestalt als Ziegenfisch zum Dank an den Himmel.

## Meteorströme
Der Radiant des Meteorstroms der Alpha-Capricorniden befindet sich im Steinbock. Der Meteorstrom kann vom 15. Juli bis zum 11. September beobachtet werden, wobei das Maximum von 6 bis 14 Meteoren pro Stunde zwischen dem 1. und 2. August auftritt.

## Himmelsobjekte

### Sterne
| B  | F  | Namen o. andere Bezeichnungen              | mag  | Lj   | Spektralklasse |
| -- | -- | ------------------------------------------ | ---- | ---- | -------------- |
| δ  | 49 | Delta Capricorni, Deneb Algedi, Scheddi    | 2,83 | 39   | kA5hF0mF2 III  |
| β1 | 9  | Beta1 Capricorni, Dabih, Giedi, Sadalzabih | 3,08 | 388  | G9 II: + B8p   |
| α2 | 6  | Alpha2 Capricorni, Algedi, Secunda Giedi   | 3,58 | 106  | G9 III         |
| γ  | 40 | Gamma Capricorni, Nashira                  | 3,67 | 157  | kF0hF1mF2 V    |
| ζ  | 34 | Zeta Capricorni, Marakk                    | 3,74 | 385  | G4 Ib: + Ba2   |
| θ  | 23 | Theta Capricorni, Dorsum                   | 4,07 | 162  | A1 V           |
| ω  | 18 | Omega Capricorni, Baten Algiedi            | 4,12 | 555  | M0 III Ba0.5   |
| ψ  | 16 | Psi Capricorni, Pazan                      | 4,12 | 48   | F5 V           |
| α1 | 5  | Alpha1 Capricorni, Prima Giedi             | 4,27 | 812  | G3 Ib          |
| ι  | 32 | Iota Capricorni                            | 4,27 | 197  | G7 III Fe−1,5  |
|    | 24 |                                            | 4,50 | 455  | M1 III         |
| b  | 36 |                                            | 4,50 | 187  | G7 IIIb Fe−1   |
| ε  | 39 | Epsilon Capricorni, Kastra                 | 4,55 | 1055 | B3 V           |
| κ  | 43 |                                            | 4,73 | 305  | G8 III         |
| ν  | 8  | Ny Capricorni, Alshat                      | 4,76 | 253  | B9 IV          |
| ρ  | 11 |                                            | 4,81 | 99   | F2 V           |
| η  | 22 | Eta Capricorni, Armus                      | 4,84 | 161  | A5 V + F2 V    |
| μ  | 51 | My Capricorni                              | 5,08 | 87   | F2 V           |
| c  | 46 |                                            | 5,08 | 780  | G7,5 II–III    |
| υ  | 15 |                                            | 5,10 | 630  | M1 III         |
| π  | 10 | Pi Capricorni, Okul                        | 5,14 | 650  | B3/5 V         |
| φ  | 28 |                                            | 5,15 | 670  | K0 II/III      |
| τ  | 14 |                                            | 5,23 | 1140 | B7 III         |
| σ  | 7  |                                            | 5,27 | 950  | K2 III         |
| χ  | 25 |                                            | 5,32 | 195  | A0 Van         |
| λ  | 48 |                                            | 5,57 | 271  | A0 V           |
| ξ  | 2  |                                            | 5,85 | 92   | F7 V Fe−0,5    |

δ Capricorni ist der hellste Stern im Steinbock. Der arabische Name Deneb Algedi bedeutet „Schwanz des Ziegenböckchens“.
θ Capricorni (Dorsum, lateinisch „Rücken“), ein weißer Hauptreihenstern, ist 162 Lichtjahre entfernt. Der Stern rotiert ungewöhnlich schnell.
ζ Capricorni (Marakk, arabisch „weicher Bauch“) ist ein 385 Lichtjahre entfernter gelber Riesenstern, ω Capricorni (Baten Algiedi, arabisch „Bauch des Ziegenböckchens“) ein roter Riesenstern in 555 Lichtjahren Entfernung. Ihr Spektrum zeigt Besonderheiten, nach denen sie als Bariumsterne klassifiziert wurden. Sie werden typischerweise von weißen Zwergen umkreist.
ν Capricorni (Alshat, arabisch „das Schaf“) ist ein blau-weißer Unterriese in etwa 253 Lichtjahren Entfernung.
μ Capricorni, ein weißgelber Hauptreihenstern in 87 Lichtjahren Entfernung, zeigt eine schnelle Eigenbewegung am Himmel von 311 Millibogensekunden/Jahr. Unter Berücksichtigung seiner Radialbewegung bewegt sich der Stern mit einer Geschwindigkeit von 63 km/s relativ zur Sonne.
ψ Capricorni (Pazan, persisch „Bergziege“) ist ein weißgelber Hauptreihenstern in 48 Lichtjahren Entfernung. Er besitzt einige Ähnlichkeit mit der Sonne, rotiert jedoch sehr viel schneller und ist deutlich jünger als diese.

### Mehrfachsterne
| System | mag      | Abstand |
| ------ | -------- | ------- |
| δ      | 3,0/12,7 | 119″    |
| β      | 3,2/6,1  | 3,4′    |
| α2     | 3,7/10,5 | 153″    |
| ζ      | 3,7/12,5 | 17″     |
| α1     | 4,2/9,6  | 47″     |
| ε      | 4,5/10,1 | 66″     |
| 24     | 4,5/11,7 | 26″     |
| ν      | 4,7/11,8 | 53″     |
| ρ      | 5,0/6,9  | 1,7″    |
| η      | 5,0/7,4  | 0,3″    |
| π      | 5,1/8,5  | 3,5″    |
| χ      | 5,3/11,7 | 71″     |
| τ      | 5,4/7,3  | 0,4″    |
| σ      | 5,4/9,4  | 56″     |

Der Steinbock enthält einige Doppel- oder Mehrfachsysteme, die bereits in einem Fernglas oder kleinen Teleskop in Einzelsterne aufgelöst werden können. Die vorstehende Tabelle führt bei Mehrfachsternen nur die Paare mit den größten Helligkeiten auf.
Der zweithellste Stern im Steinbock, β Capricorni (Dabih, arabisch „Schlachtender“), ist ein etwa 330–390 Lichtjahre entferntes Mehrfachsternsystem. Aufgrund des großen Winkelabstandes können die beiden Hauptkomponenten β1 und β2 (Dabih Maior und Dabih Minor) bereits mit einem Fernglas getrennt werden. Jede der beiden Hauptkomponenten ist selbst wiederum mehrfach.
α Capricorni (Algedi, arabisch „Ziegenböckchen“) erscheint schon dem bloßen Auge als Doppelstern (Abstand 6,5′). Die Sterne α1 und α2 sind allerdings nicht physikalisch aneinander gebunden, sondern stehen nur von der Erde aus gesehen in einer Richtung. Es handelt sich somit um einen „optischen“ Doppelstern. Beide Sterne sind tatsächlich auch „echte“ Mehrfachsterne, deren Begleiter jedoch erst im Teleskop sichtbar werden.
Der hellere α2 ist 106 Lichtjahre entfernt und ein System aus vier Komponenten mit einem gelben Riesenstern als Hauptstern. Das System α1 ist mit 810 Lichtjahren wesentlich weiter entfernt und ein System aus mindestens fünf Komponenten mit einem gelben Überriesen als Hauptstern.
η Capricorni (Armus, lateinisch „Oberarm, Schulter“) ist ein enger Doppelstern in etwa 160 Lichtjahren Entfernung, die beiden Sterne umkreisen sich in 28 Jahren. Bei einer Bedeckung durch den Mond wurde 1950 erstmals beobachtet, dass diese in zwei Stufen erfolgte.
π Capricorni (Okul, lateinisch „Auge“) ist ein Mehrfachstern aus wahrscheinlich vier Komponenten in 650 Lichtjahren Entfernung. Der Hauptstern ist ein blau-weißer Hauptreihenstern.

### Veränderliche Sterne
| Stern | mag       | Periode   | Typ           |
| ----- | --------- | --------- | ------------- |
| δ     | 2,83–3,05 | 1,02277 d | β Per (Algol) |
| γ     | 3,67      | 2,78 d    | α2 CnV        |
| ι     | 4,25–4,31 | 68 d      | BY Dra        |
| ε     | 4,48–4,72 |           | γ Cas         |

δ Capricorni ist ein Mehrfachsystem in etwa 39 Lichtjahren Entfernung, dessen weißer Hauptstern ein Bedeckungsveränderlicher vom Typ Algol ist, seine Helligkeit nimmt alle 24,55 Stunden um 0,2 mag ab. Dieser Helligkeitsabfall wird von einem lichtschwächeren Begleitstern verursacht, der sich regelmäßig von der Erde aus gesehen vor den Hauptstern schiebt und diesen verdunkelt. Daneben ist der Stern auch noch pulsierend veränderlich.
γ Capricorni (Nashira, arabisch „ausbreitend(er Glücksstern)“) ist ein rotationsveränderlicher Stern vom Typ Alpha2 Canum Venaticorum, er zeigt neben Magnetfeldschwankungen auch sehr geringe Helligkeitsschwankungen.
ι Capricorni ist ein gelber Riesenstern in etwa 200 Lichtjahren Entfernung. Er ist ein rotationsveränderlicher Stern vom Typ BY Draconis mit geringen Helligkeitsschwankungen verursacht durch Sternflecken auf seiner Oberfläche.
ε Capricorni (Kastra, lateinisch „Lager, Kaserne“) ist ein blau-weißer Hauptreihenstern in etwa 1055 Lichtjahren Entfernung. Er ist ein unregelmäßig eruptiv Veränderlicher vom Typ Gamma Cassiopeiae, bei dem durch seine schnelle Rotation Material von der Äquatorzone abströmt.

### Messier- und NGC-Objekte
| Messier (M) | NGC  | Name | mag | Typ              |
| ----------- | ---- | ---- | --- | ---------------- |
| 30          | 7099 |      | 7,1 | Kugelsternhaufen |

Im Steinbock findet man nur wenige auffällige galaktische Nebel, Sternhaufen oder Galaxien, so wurde nur ein Kugelsternhaufen vom französischen Astronom und Kometenjäger Charles Messier in seinen Katalog nebliger Objekte (Messierkatalog) aufgenommen.
M 30 ist ein Kugelsternhaufen in einer Distanz von etwa 24.000 Lichtjahren. Bereits in einem Fernglas kann er als nebliges Fleckchen mit einem Durchmesser von 2,3′ ausgemacht werden. Um ihn am Rand in Einzelsterne aufzulösen, benötigt man allerdings ein größeres Teleskop.

## Besondere Konstellationen

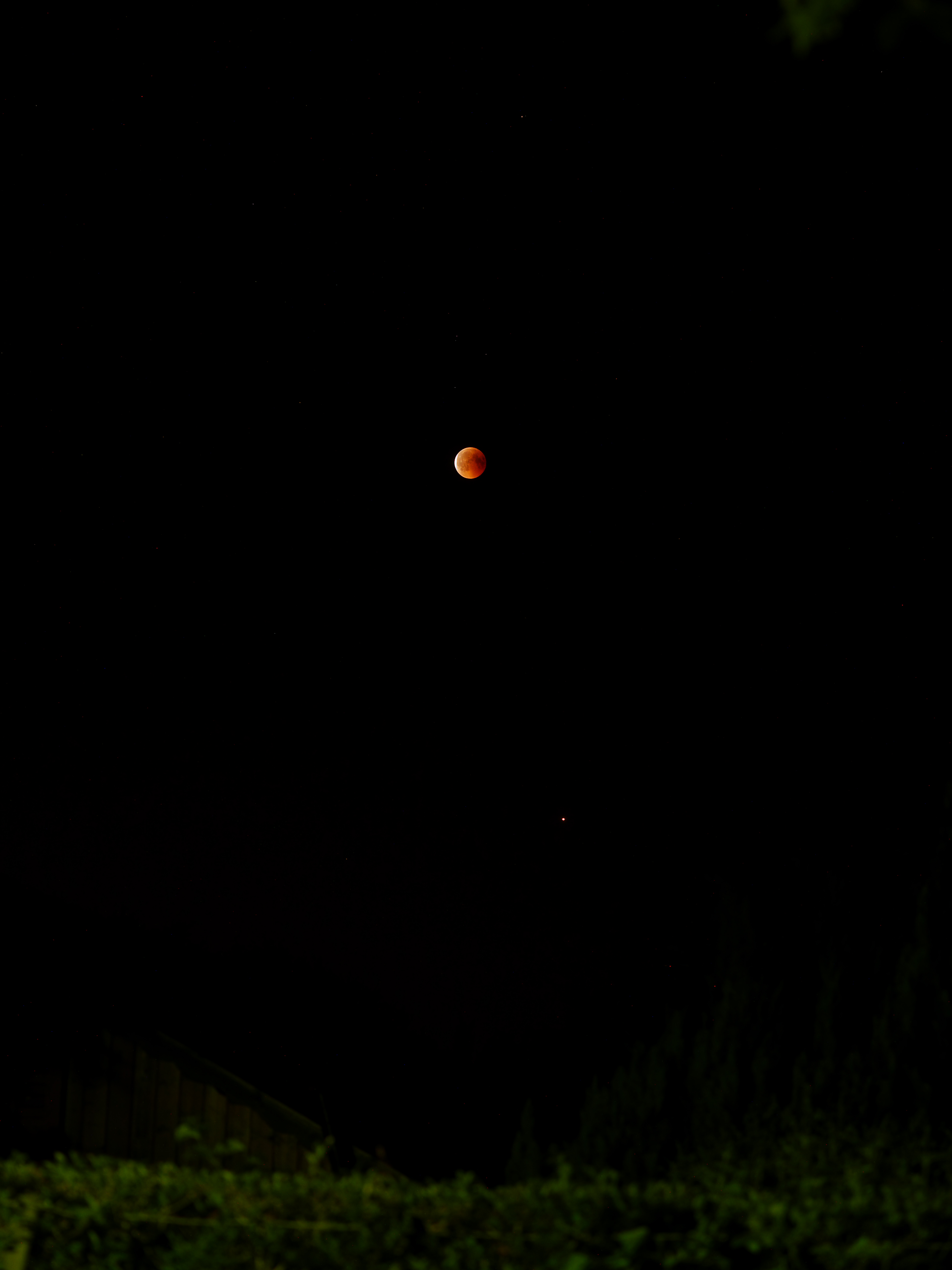
Blutmond am 27. Juli 2018 in Berlin kurz nach dem Austritt aus dem Kernschatten. Der Planet Mars befindet sich gut 6 Grad rechts unterhalb des Mondes. Über dem Mond sind im Sternbild Steinbock von links nach rechts die folgenden helleren Sterne sichtbar: Ups Capricorni, rho Capricorni, omicron Capricorni, pi Capricorni und sigma Capricorni, weiter oberhalb beta Capricorni (Dabih).

Am 27. Juli 2018 standen im Sternbild Steinbock sowohl der Mond als auch der Mars in Opposition, während die längste Mondfinsternis des 21. Jahrhunderts stattfand.